# Zygocera norfolkensis
Zygocera norfolkensis là một loài bọ cánh cứng trong họ Cerambycidae.